# Go Well Diamond Heart
Go Well Diamond Heart is een studioalbum van Mostly Autumn. Het is het eerste album zonder de voormalige zangeres Heather Findlay die in 2010 te kennen gaf het rustiger aan te willen doen. Zij kwam in 2011 met een ep. Om het verlies van Findlay te kunnen opvangen werd de band Breathing Space (weer) in Mostly Autumn gevoegd. De muziek klinkt voor MA’s doen vrij stevig. Het album is zoals de meeste van MA’s albums opgenomen in de Fairview Studio’s in Hull. Het album kwam op de markt als enkele compact disc, voor de fans was er een kleine oplage als dubbel-cd. Met "diamond heart" wordt niet Findlay bedoeld, maar soldaat Ben Parkinson.
Ook na dit album verschenen er liveopnamen. That night in Leamington is een registratie van het laatste concert met Findlay, in 2011 volgde: Still Beautiful Live 2011.

## Musici
- Bryan Josh – zang, gitaar, toetsinstrumenten
- Olivia Sparnenn - zang; tamboerijn
- Iain Jennings – toetsinstrumenten waaronder hammondorgel
- Anne-Marie Helder – dwarsfluit, zang, akoestische gitaar
- Liam Davison - gitaar; zang
- Andy Smith – basgitaar
- Gavin Griffiths – slagwerk

With:
- Troy Donockley – Uilleann pipes; fluitjes (Disc 1: Tracks 1,6 & 8)
- Marc Atkinson - zang (Disc1: 1 & 8)

## Muziek
| Nr. | Titel                                    | Duur |
| --- | ---------------------------------------- | ---- |
| 1.  | For all we shared (Josh)                 | 7:19 |
| 2.  | Violet skies (Josh)                      | 4:07 |
| 3.  | Deep in borrowdale (Josh)                | 6:53 |
| 4.  | Something better (Josh)                  | 3:57 |
| 5.  | Go well diamond heart (Josh)             | 7:53 |
| 6.  | Back to life (Josh, Sparnnen)            | 6;25 |
| 7.  | Hold the sun (Sparnen, Josh)             | 5:49 |
| 8.  | And when the war is over (Josh Sparnnen) | 7:33 |

| Nr. | Titel                         | Duur |
| --- | ----------------------------- | ---- |
| 1.  | The sound of the world (Josh) |      |
| 2.  | High (Sparnenn,Josh)          |      |
| 3.  | 67-79 (Josh)                  |      |
| 4.  | Anything at all (Josh)        |      |
| 5.  | Ice (Josh/Jennings)           |      |
| 6.  | Hats Off3 (Josh)              |      |
| 7.  | Forever young (Sparnenn/Josh) |      |
| 8.  | Days of our love (Josh)       |      |